# (6182) Katygord
(6182) Katygord es un asteroide perteneciente al cinturón de asteroides, región del sistema solar que se encuentra entre las órbitas de Marte y Júpiter, descubierto el 21 de septiembre de 1987 por Edward Bowell desde la Estación Anderson Mesa (condado de Coconino, cerca de Flagstaff, Arizona, Estados Unidos).

## Designación y nombre
Designado provisionalmente como 1987 SC4. Fue nombrado Katygord en homenaje a Katherine Carson Gordon Kron con motivo de su 80 cumpleaños, el 24 de mayo de 1997. Dedicó gran parte de su vida profesional a la astronomía observacional en el Observatorio Lick. Durante la Segunda Guerra Mundial trabajó como física para la Marina de los EE. UU. y durante gran parte de la década de 1960 fue editora de las Publicaciones de la Sociedad Astronómica del Pacífico.

## Características orbitales
Katygord está situado a una distancia media del Sol de 2,253 ua, pudiendo alejarse hasta 2,774 ua y acercarse hasta 1,732 ua. Su excentricidad es 0,231 y la inclinación orbital 4,762 grados. Emplea 1235,48 días en completar una órbita alrededor del Sol.

## Características físicas
La magnitud absoluta de Katygord es 14,2. Tiene 5,158 km de diámetro y su albedo se estima en 0,185.